# Bjørnskinn

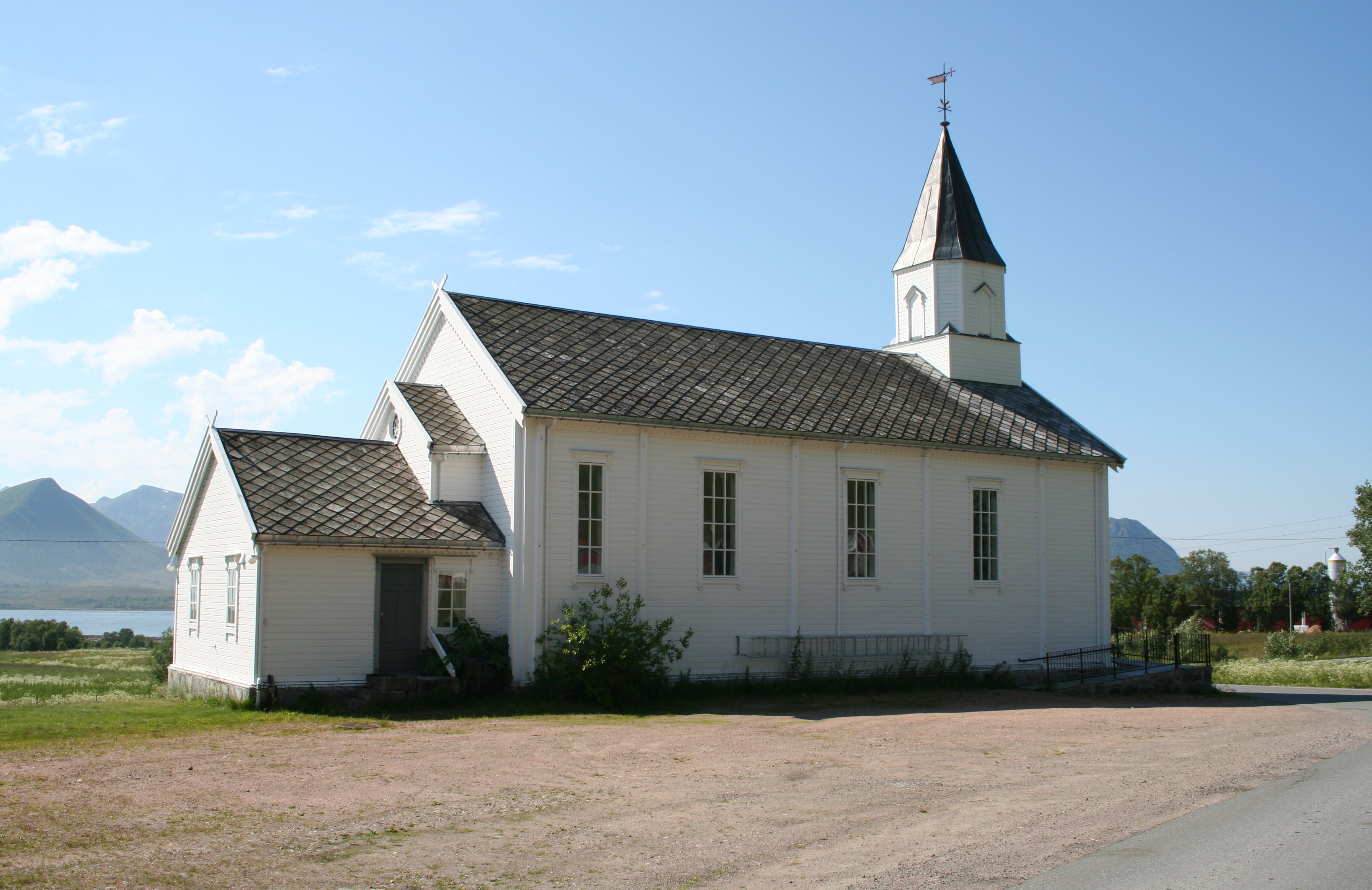
Bjørnskinns kyrka.

Bjørnskinn är en socken och bebyggelse i Andøy kommun i Nordland fylke i norra Norge. Bebyggelsen ligger på Andøyas sydsida vid Risøysundet, och socknen utgör den södra delen av Andøy kommun och omfattar således också områden på den nordvästra delen av Hinnøya. Bjørnskinns kyrka ligger norr om socknens enda tätort, Risøyhamn. Namnet är av oklart ursprung; tidigare skrevs det Bjarnaska, vilket möjligen kommer från ett fornnordiskt ord som betyder 'björnfara'.
Bjørnskinn var tidigare en egen kommun, men slogs 1964 ihop med Dvebergs och Andenes kommuner till den nya Andøy kommun.